# Bandy i Norge

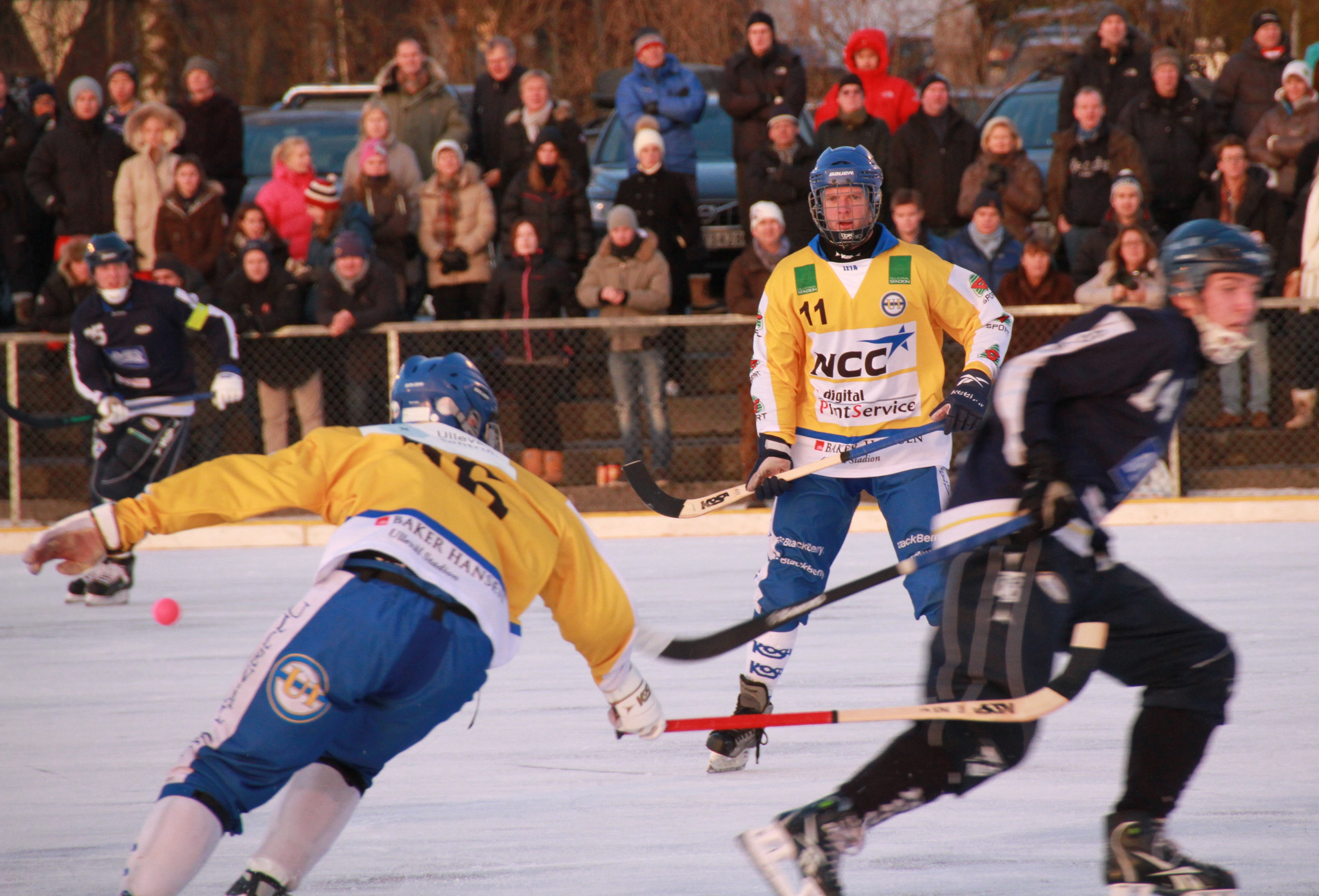
Ullevål IL möter IF Ready på Gressbanen Arena i Oslo, annandag jul i december 2011.

Bandy i Norge är på elitnivå huvudsakligen koncentrerad till Osloområdet. Eliteserien, Norges högsta division, spelas under perioden november-februari. Varje år i mars spelas finalmatchen i det norska mästerskapet.

## Historia
Kristiania FC beställde bandyutrustning från England på Storbritannien 1888. 1905 spelades den första officiella bandymatchen i Norge, där Kristiania Hockeyklubb mötte Kristiania Skøiteklub. De första åren spelades elvamannabandy, men från 1912 och fram till slutet av 1920-talet var det främst sjumannabandy som gällde i Norge. Det första norska mästerskapet spelades 1912.
1921 tackade Norge nej till att delta i världsmästerskapet i "kanadensisk ishockey". Däremot gick man med på ett förslag från Svenska Fotbollförbundet om en sjumannalandskamp i bandy mellan Norge och Sverige. Matchen spelades på Dælenengen i februari 1921, och det svenska laget representerades av det årets Stockholmämestare AIK, medan det norska laget bestod av spelare från SoFK Trygg och IF Ready. Det norska laget vann med 7-3 men svenskarna hade före matchen sagt nej till att räkna den som officiell landskamp .
Norge började nu diskutera återgång från sju- till elvamannabandy.
Efter att bandyn i Norge till en början administrerats av Norges FotballforbundNorges Fotbollforbund, bildades Norges Bandyforbund bildades den 17 oktober 1920, och hette Norges Ishockeyforbund fram till 1929 då bandy vid denna tid även kallades "ishockey" i Norge . De följande åren uppstod motsättningar mellan de som ville spela efter reglerna antagna av Akershus Bandykrets 1929 och de som ville spela "kanadensisk ishockey". I september 1934 bildades slutligen Norges Ishockeyforbund.
Därefter bildades bandykretsar över stora delar av Norge . Under andra världskriget fortsatte spelandet och 1945 hade Norges Bandyforbund 150 medlemsklubbar med totalt 6 900 medlemmar.. De kommande åren spelades flera matcher på istäckta vatten, och under mildvintrar minskade rekryteringen av nya spelare. 1953 hade medlemstalet sjunkit til 3 100 medlemmar .
I slutet av 1940-talet var bandyintresset i Norge mycket stort.
Fastän bandykretsar och bandyklubbar var etablerade i stora delar av Norge, var det i områdena kring Drammen och Oslo som sporten stod som starkast. Åren 1930–1970 kom samtliga norska mästare därifrån .
De första kända dammatcherna i Norge spelades med 11-mannalag. Stabæk IF och IF Ready möttes i mitten av 1930-talet.
I World Cup lyckades Ullevål IL 1975 gå till semifinal, och slutade på tredje plats.
Vid VM har Norges herrar vunnit silver 1965 och brons 1993 medan Norges damer vunnit brons 2006, 2007, 2010 (på hemmaplan) och 2016. Vid olympiska vinterspelen 1952 i Oslo var bandy demonstrationssport, och Sverige vann turneringen. 1993 öppnades Nordens första bandyhall, "Vikingskipet" i Hamar och där spelades nästan alla matcher vid VM 1993.

## Seriespel

### Herrar
I Norge finns fyra divisioner på herrsidan. Norska mästerskap i bandy har spelats sedan 1912, tidigare i diverse utslags- och serieformer. Efter att 1. divisjon säsongerna 1968/1969-1987/1988 varit Norges högsta division i bandy för herrar fick Eliteserien denna position då den hade premiär säsongen 1988/1989. Totalt 29 lag från 20 olika klubbar deltar i det norska seriesystemet, vissa lag består av klubbars andralag. En stor cup, Kosa Open, spelas sedan 1992, och anordnas under försäsongen. 2007 deltog totalt där 154 lag i Kosa Cupen, varav 20 på seniornivå.

### Damer
I den så kallade Dameserien spelas matcherna främst i 7-"manna" och rinkform. Det första inofficiella norska mästerskapet i rinkbandy spelades säsongen 1980/1981.

## Konstfrusna isbaner
Det finns (november 2016) 24 stycken konstfrusna bandybanor i Norge, och fler är på väg.